# Сер (Шаранта)
Сер (фр. Sers) — коммуна во Франции, находится в регионе Пуату — Шаранта. Департамент — Шаранта. Входит в состав кантона Вильбуа-Лавалет. Округ коммуны — Ангулем.
Код INSEE коммуны — 16368.
Коммуна расположена приблизительно в 400 км к юго-западу от Парижа, в 110 км южнее Пуатье, в 14 км к юго-востоку от Ангулема.

## Население
| Год  | Численность | Численность |
| ---- | ----------- | ----------- |
| 1968 | 413         | [ 7 ]       |
| 1975 | 472         | [ 7 ]       |
| 1982 | 540         | [ 7 ]       |
| 1990 | 633         | [ 7 ]       |
| 1999 | 673         | [ 7 ]       |
| 2006 | 710         | [ 7 ]       |
| 2011 | 792         | [ 7 ]       |
| 2013 | 823         |             |
| 2015 | 857         | [ 8 ]       |
| 2016 | 878         | [ 9 ]       |
| 2017 | 871         | [ 10 ]      |
| 2018 | 879         | [ 11 ]      |
| 2019 | 888         | [ 12 ]      |
| 2020 | 895         | [ 13 ]      |
| 2021 | 900         | [ 14 ]      |
| 2022 | 903         | [ 4 ]       |

## Администрация
| Период | Период | Фамилия         | Партия       | Примечания |
| ------ | ------ | --------------- | ------------ | ---------- |
| 1989   | 2001   | Мишель Буссирон |              |            |
| 2001   | 2008   | Брюно Дюбеарн   |              |            |
| 2008   |        | Ролан Во        | Разные левые | пенсионер  |

## Экономика
В 2007 году среди 478 человек в трудоспособном возрасте (15—64 лет) 362 были экономически активными, 116 — неактивными (показатель активности — 75,7 %, в 1999 году было 70,8 %). Из 362 активных работали 323 человека (174 мужчины и 149 женщин), безработных было 39 (19 мужчин и 20 женщин). Среди 116 неактивных 26 человек были учениками или студентами, 52 — пенсионерами, 38 были неактивными по другим причинам.

## Достопримечательности
- Церковь Сен-Пьер[фр.] (XII век). Памятник истории с 1970 года[16]
- Бывший дом священника (XVII век). Памятник истории с 1941 года[17]
- Усадьба Нантёй (XIV век). Памятник истории с 1997 года[18]
- Доисторическая стоянка Рок-де-Сер (фр.). Памятник истории с 1979 года[19]
- Бывшая кузница, построенная в 1514 году

## Фотогалерея

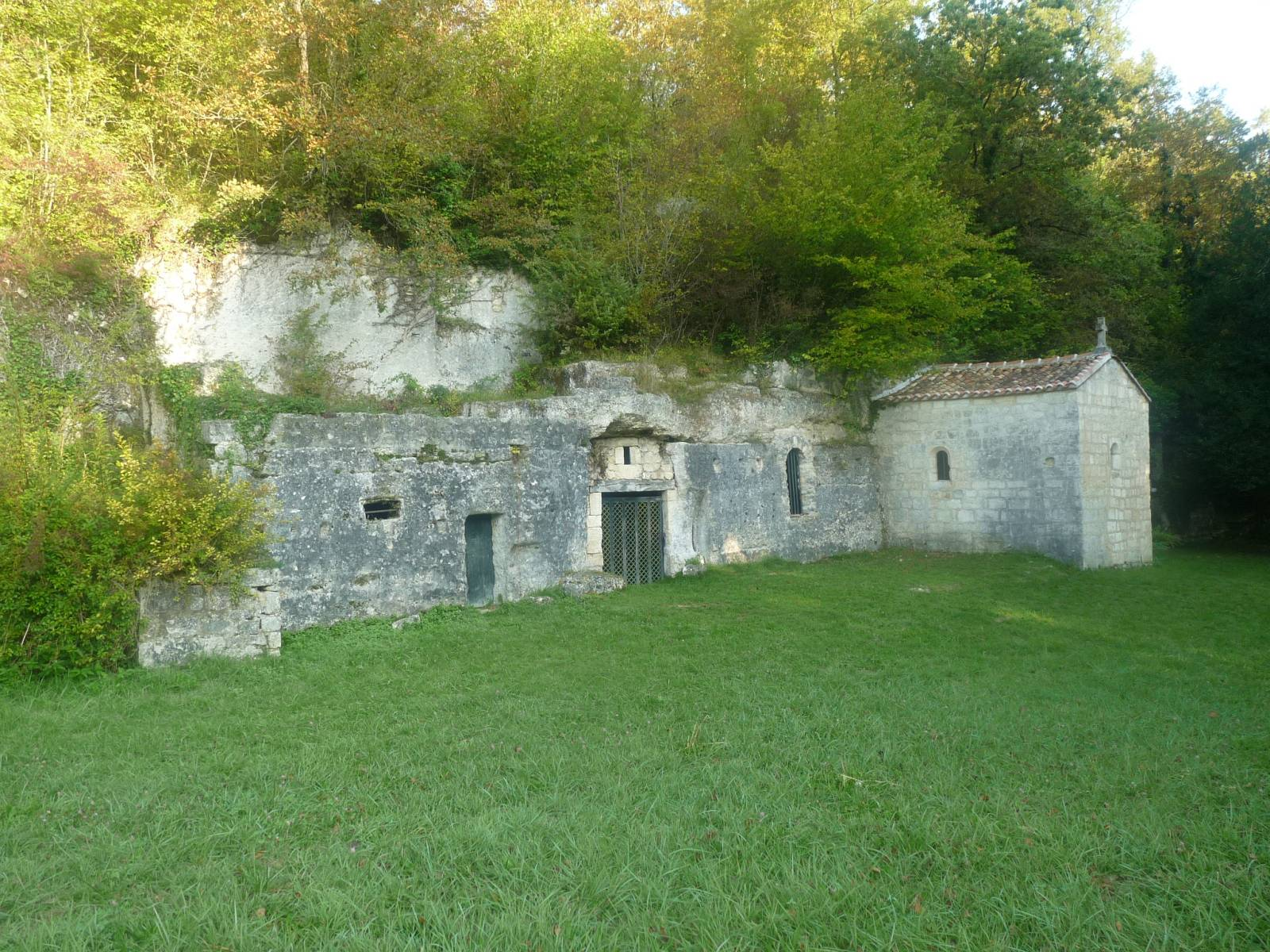
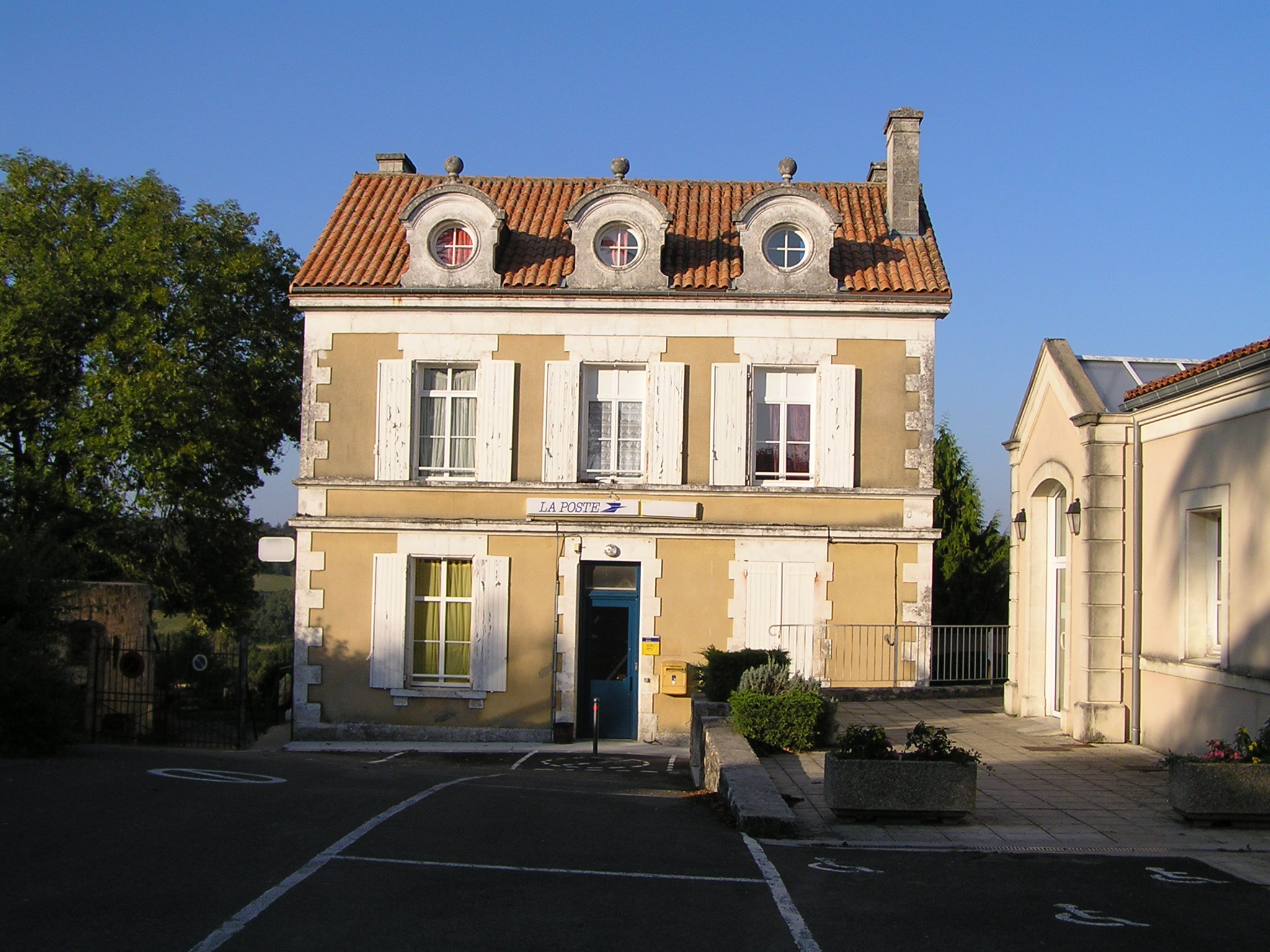
Почта
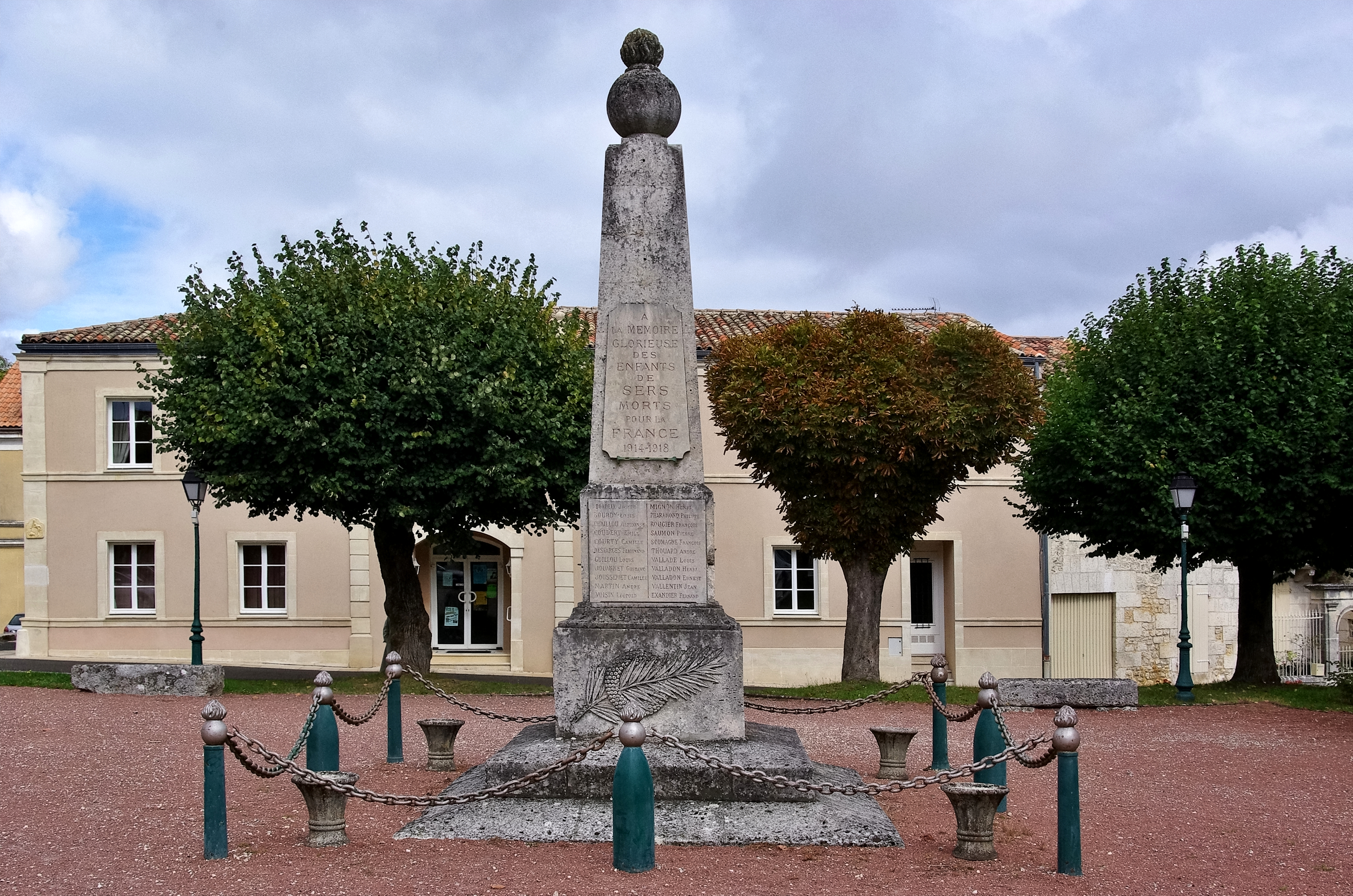
Военный мемориал